# Wenzel Thomas Matiegka
Wenzel Thomas Matiegka (egentligen Václav Tomáš Matějka, även känd som Wenzeslav eller Wenzeslaus Matiegka), född döpt 6 juli 1773 i Chotzen, död 19 januari 1830 i Wien, var en tjeckisk kompositör och gitarrist.

## Biografi
Wenzel Thomas Matiegka föddes i Choceň, en stad i regionen Böhmen, som då tillhörde den habsburgska monarkin styrd av Joseph II. Efter avslutad grundskola fortsatte han sin musikaliska utbildning under Abbé Gelinek och blev en duktig pianist. Parallellt med detta studerade han även juridik vid universitetet i Prag.
Efter att ha tjänat som jurist hos familjen Kinsky (en nobel familj i Böhmen som också supportade Beethoven) flyttade Matiegka under de första åren på 1800-talet till Wien, där han snabbt etablerade sig som gitarrist, kompositör och pianolärare. Hans vida erkännande i de musikaliska kretsarna i Wien omvittnades av dem som han tillägnade sin kammarmusik. Franz Schubert lade till en cellostämma till Matiegkas Notturno op. 21 (ursprungligen komponerat för flöjt, viola och gitarr, Schubert-arrangemang D.96) för den store beskyddaren av musik, greve Johann Karl Esterházy (1775-1834). Esterházy var en cellist som Matiegka tillägnade detta verk. Verket var faktiskt länge attribuerat till Schubert.
Matiegka gifte sig så småningom och bosatte sig i Leopoldstadt, en förort till Wien, där han även var kapellmästare fram till sin död. Både hans fru och deras sex barn överlevde honom, men ingen av dem blev musiker.
Hans musikaliska gärning, som den är känd idag, består av 33 gitarrkompositioner i form av soloverk, transkriptioner, kammarmusik och lieder, liksom ett dussin liturgiska verk för liten orkester, röst och orgel.

## Verk i urval

### Sologitarr
- Zwölf leichte Ländler, op. 1
- Sonatas opp. 2, 11, 16, 17, 23 & 31
- 12 Pièces faciles op. 3
- Fantaisie op. 4
- Variationer opp. 5, 6, 7, 8, 10, 27, 28 & 29
- 12 Menuets brillantes op. 15
- 6 Pièces progressives op. 20
- Transkriptioner av verk av Beethoven, Mozart, Zumsteeg m.fl.

### Duetter
- Serenade op. 19 för violin & gitarr
- Trois Serenades concertantes op. 22 för violin & gitarr
- Potpourri op. 30 för cello & gitarr

### Trios
- Trio op. 18 för valthorn, klarinett & gitarr
- Notturno op. 21 för flöjt, viola & gitarr
- Grand Trio op. 24 för violin, viola & gitarr
- Notturno op. 25 för flöjt, viola & gitarr
- Serenade op. 26 för flöjt, viola & gitarr